# Milà-Sanremo 1978
La Milà-Sanremo 1978 fou la 69a edició de la Milà-Sanremo. La cursa es disputà el 19 de març de 1978 i va ser guanyada pel belga Roger de Vlaeminck, que s'imposà a l'esprint als seus dos companys d'escapda a la meta de Sanremo i d'aquesta manera aconseguia la seva segona victòria a la clàssica italiana.
225 ciclistes hi van prendre part, acabant la cursa 156 d'ells.

## Classificació final
|    | Ciclista            | Equip                      | Temps      |
| -- | ------------------- | -------------------------- | ---------- |
| 1  | Roger de Vlaeminck  | Sanson-Campagnolo          | 6h 41' 59" |
| 2  | Giuseppe Saronni    | Scic-Bottecchia            | + 03"      |
| 3  | Alessio Antonini    | Selle Royal-Inoxpran       | + 05"      |
| 4  | Yves Hézard         | Peugeot-Esso-Michelin      | m. t.      |
| 5  | Rik van Linden      | Bianchi-Faema              | m. t.      |
| 6  | Francesco Moser     | Sanson-Campagnolo          | m. t.      |
| 7  | Giuseppe Martinelli | Magniflex-Torpado          | m. t.      |
| 8  | Jacques Esclassan   | Peugeot-Esso-Michelin      | m. t.      |
| 9  | Marcello Osler      | Selle Royal-Inoxpran       | m. t.      |
| 10 | Kevin Clyde Sefton  | Fiorella-Mocassini-Citroen | m. t.      |